# 棕脉花楸
棕脉花楸（学名：Sorbus dunnii）为蔷薇科花楸属的植物，是中国的特有植物。分布在中国大陆的安徽、贵州、福建、广西、浙江、云南等地，生长于海拔600米至1,200米的地区，多生长于山坡疏林中，目前尚未由人工引种栽培。